# ۱۹ (عدد)
۱۹ (نانزده یا نونزده یا نوزده) یک عدد طبیعی است، که بعد از عدد ۱۸ و قبل از ۲۰ قرار دارد. عدد ۱۹ یک عدد طبیعی است که در اعداد صحیح قرار دارد.

## زبان‌شناسی
این واژه در زبان پارسی از ترکیب "نه + از + ده " تشکیل شده که طی تغییرات زبانی، تبدیل به "نوزده" شده‌است. مانند ترکیب "دو + از + ده" = دوازده

## در ریاضیات
نوزده هشتمین عدد از اعداد اول است.

## در علوم

در جدول تناوبی عناصر، عدد اتمی پتاسیم ۱۹ است.

- عدد اتمی عنصر پتاسیم

## در مذهب
- تعداد فرشتگانی که نگهبان دوزخند، طبق قرآن در [۷۴:۳۰] (سوره ۷۴ آیهٔ ۳۰)
- شماره سورهٔ مریم در قرآن
- تعداد حروف آیه آغازین و معروف سوره‌های قرآن یا «بسم الله الرحمن الرحیم» (به‌نام خداوند بخشاینده و مهربان‌ترین) بر پایهٔ کتابت رایج عثمانی.
- تعداد حروف خمسه طیبه یا آل عبا (پنج تن) مورد اعتقاد شیعه (محمد - علی - فاطمه - حسن - حسین)
- عددی که به ادعای بیوشیمیست و محقق آمریکایی (مصری‌الاصل)، «رشاد خلیفه» در قرآن به صورت رمز تعبیه شده و اثبات الهی بودن آنست.
- سوره علق اولین سوره به ترتیب وحی و نوزدهمین سوره از پایان قرآن، مشتمل بر ۱۹ آیه است.
- باب پیامبر آیین بیانی به همراه پیروان اولیه‌اش، مشهور به حروف حی واحد اول ۱۹ نفر بودند.

در مجله " جامعه یا انجمن سلطنتی آسیا، سال ۱۸۸۹، صفحه ۹۲۱ متن زیر آمده‌است: " عدد ۱۹ که توسط باب عدد مقدس شناخته شده‌است، نقش مهمی در سیستم او ایفا می‌کند، خداوند یکتا (وحید = ۱۹)، وجود حقیقی (وجود = ۱۹)، زنده (حی = ۱۹)، توسط عدد ۱۹ (حرف زنده) (حروف حی) همه چیز آفریده شده‌است. (کل شی = ۱۹*۱۹ = 361).
تقویم بهایی بر اساس ۱۹ ماه ۱۹ روزه (۳۶۱روز) پایه‌گذاری گردیده‌است.
- درتقویم بهائی هر ماه، نوزده روز و هر سال نوزده ماه دارد و مجموع ایام سال ۳۶۱ روز است ۴ یا ۵ روز اضافه به ایّام هاء بمعنی ایّام بخشش نامیده می‌شود؛ که بهائیان به استقبال ایّام روزه می‌روند. آخرین روز ماه روزه آن‌ها مصادف با عید نوروز است. همچنین یک چرخه یا دور ۱۹ ساله و یک «کور» ۳۶۱ ساله (۱۹×۱۹) در این تقویم وجود دارند. همچنین شمار پیروان اولیهٔ بهاءالله، بنیانگذار آئین بهائی نیز نوزده است.

## در ادبیات
«استیون کینگ» نویسنده آمریکایی در سری کتابهای حماسی «قلعه تاریک» از عدد ۱۹ به عنوان عددی اسرارآمیز و مهم نام می‌برد. در لغت‌نامه دهخدا چنین نوشته شده‌است: «... در ایران باستان فرورتیکان یا همان فروردین نام روز نوزدهم از هر ماه شمسی بوده‌است که در این روز از ماه فارسیان جشن می‌ساخته‌اند و عید …» (البته هیچ سند و ادعایی بر این مطلب نیست)